# Inter Fútbol Sala
Club Inter Fútbol Sala (Inter FS), conegut actualment com a Inter Movistar per raons de patrocini, és un equip de futbol sala de la ciutat madrilenya de Torrejón de Ardoz. Fou fundat l'any 1977 pel periodista esportiu José María García amb la finalitat de realitzar únicament partits benèfics i d'exhibició, si bé a la dècada de 1980 l'equip passà a ser professional, convertint-se en un dels equips més llorejats del futbol sala espanyol. L'equip juga els seus partits com a local al Pabellón Municipal Jorge Garbajosa (de Torrejón de Ardoz) i el seu filial al Pabellón Fundación Montemadrid (d’Alcalá de Henares).

## Història

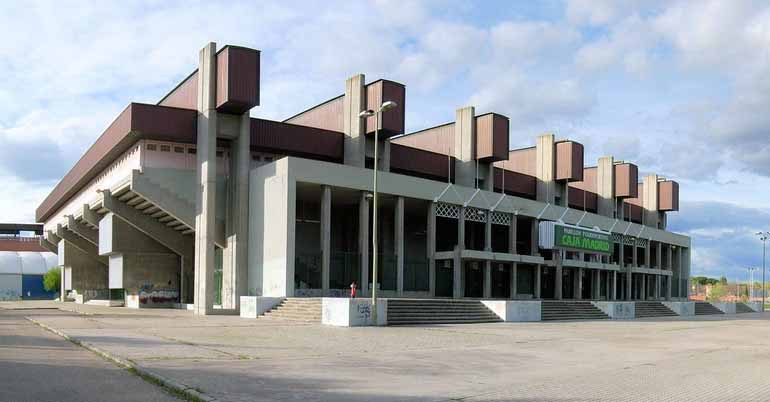
Pavelló Fundación Montemadrid.

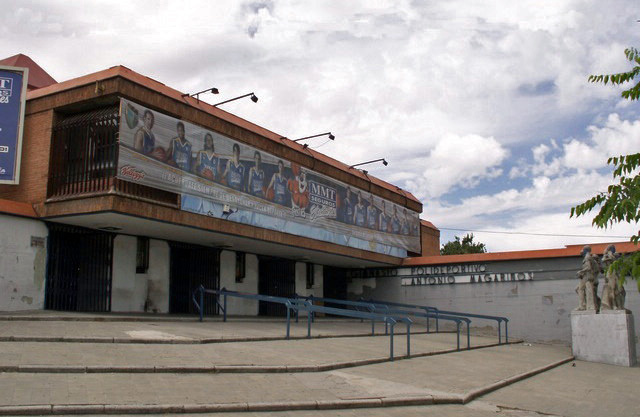
Pavelló Antonio Magariños.

L'equip de futbol sala neix l'any 1977, a partir del periodista radiofónic José María García. L'equip, que passà a anomenar-se Hora XXV com el programa informatiu de la Cadena SER, estava ideat per jugar partits benèfics i d'exhibició.
El 1979, la Federació Espanyola de Futbol organitza un primer campionat oficial de futbol sala, i l'Hora XXV aconsegueix participar sota patrocini d'Ediciones Zeta i amb el nom oficial d'Interviú Hora XXV, aconseguint el títol. El 1981 s'hi suma al patrocini El Corte Inglés, pel que el nom del club és Interviú Lloyd's, essent posteriorment Interviú Boomerang. Durant la dècada de 1980 obté 8 lligues.
La temporada 1989/90 es crea finalment la Lliga espanyola de futbol sala, essent l'Inter FS un dels clubs fundadors. A la temporada inaugural els madrilenys aconsegueixen la Lliga i Copa, repeint el títol lliguer a la següent temporada. L'any 1991 es proclama pr primera vegada campió de la Copa d'Europa de futbol sala, títol que tornaria a guanyar els anys 2004, 2006 i 2009.
Durante la dècada de 2000 l'equip es convertí en el dominador de la competició a nivell nacional, aconseguint 4 campionats de Lliga entre 2002 i 2005, així com diverses Copes d'Espanya i Supercopes. Paral·lelament també aconseguiren guanyar en diverses ocasions la Copa Intercontinental alhora que també una Recopa d'Europa.
L'any 2006 el club obté la Real Orden del Mérito Deportivo per part del Govern d'Espanya.
L'any 2008, la constructora Fadesa, patrocinadora del club, va fer fallida i el club signà un patrocini amb l'operador mòbil Movistar. L'octubre de 2010 canvià la denominació per Inter Fútbol Sala. La temporada 2013-14, el club fitxà el jugador Ricardinho, considerat un dels millors jugadors de la història del futbol sala, i el club esdevingué dominador durant la dècada següent, fins a l'any 2020, en el que el jugador deixà el club després de guanyar la catorzena lliga del club.

### Seus
Durant la seva història el club va jugar a diverses seus dins de la Comunitat de Madrid.
- 1977–1991: Pavelló Antonio Magariños (Madrid)
- 1991–1996: Poliesportiu Municipal (Alcobendas)
- 1996–2004: Pavelló Parque Corredor (Torrejón de Ardoz)
- 2004–2015: Pavelló Fundación Montemadrid (Alcalá de Henares)
- 2015–present: Pavelló Jorge Garbajosa (Torrejón de Ardoz)

### Denominacions

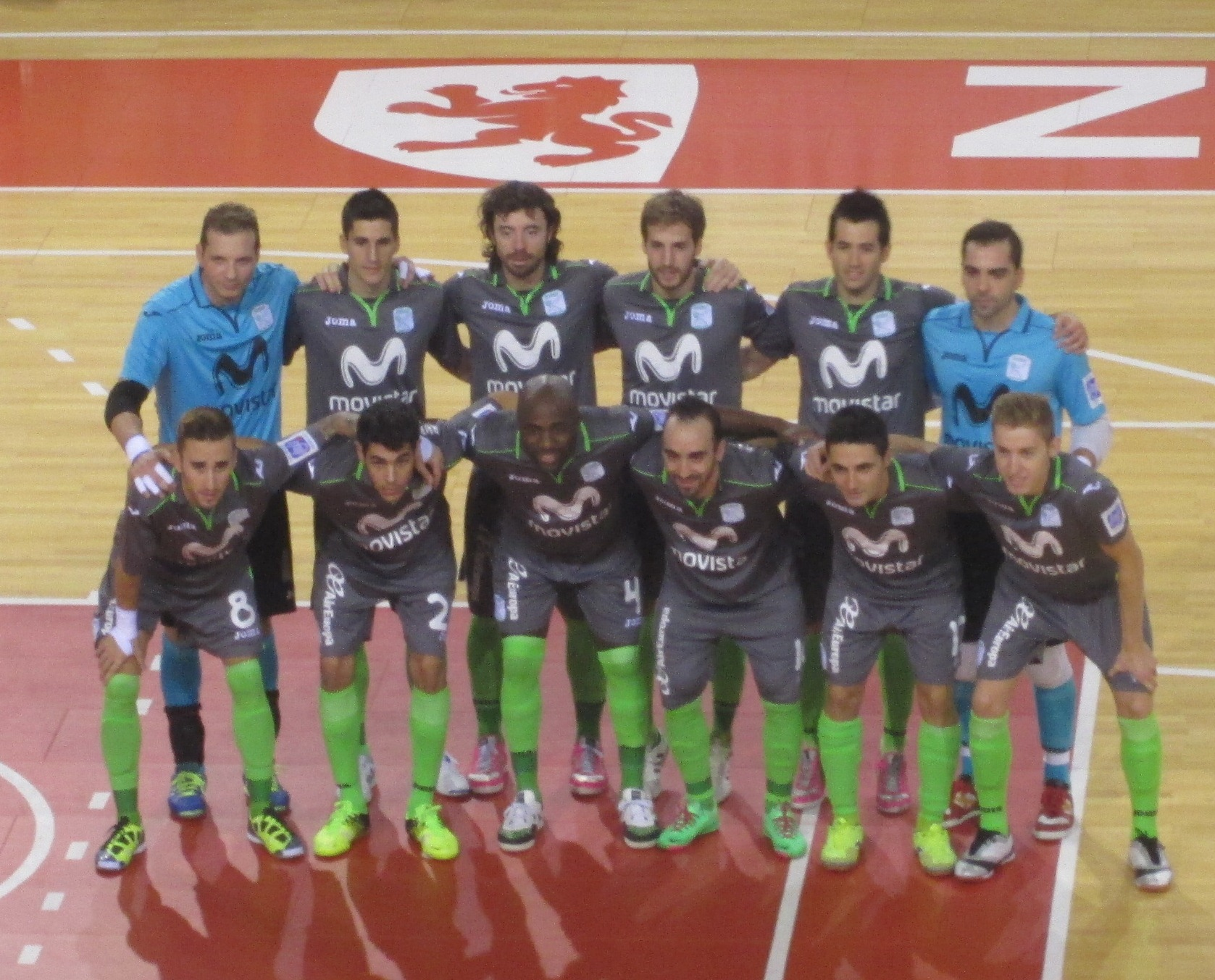
Inter Movistar a la temporada 2013-14.

Degut a raons de patrocini, Interviú ha tingut al llarg de la seva història varis noms:
- Temporada 77-79: Hora XXV
- Temporada 79-81: Interviú Hora XXV
- Temporada 81-91: Interviú Lloyd´s
- Temporada 91-96: Interviú Boomerang
- Temporada 96-99: Boomerang Interviú
- Temporada 99-00: Airtel Boomerang
- Temporada 00-02: Antena 3 Boomerang
- Temporada 02-07: Boomerang Interviú
- Temporada 07-08: Interviú Fadesa
- Temporada 08-09: Inter Movistar

## Palmarès
Competicions estatals
- Lliga espanyola:[10]
  - 1989–90, 1990–91, 1995–96, 2001–02, 2002–03, 2003–04, 2004–05, 2007–08, 2013–14, 2014–15, 2015–16, 2016–17, 2017–18, 2019–20
- Copa d'Espanya:
  - 1989–90, 1995–96, 2000–01, 2003–04, 2004–05, 2006–07, 2008–09, 2013–14, 2015–16, 2016–17, 2020-21
- Copa del Rei:
  - 2014–15, 2020–21
- Supercopa d'Espanya:
  - 1990, 1991, 1996, 2001, 2002, 2003, 2005, 2007, 2008, 2011, 2015, 2017, 2018, 2020
- Lliga espanyola de la FEFS:
  - 1979–80, 1980–81, 1981–82, 1983–84, 1984–85, 1985–86, 1986–87, 1987–88, 1988–89
- Copa espanyola de la RFEF:
  - 1979–80, 1980–81, 1981–82
- Copa espanyola de la FEFS:
  - 1983–84, 1985–86, 1987–88

Competicions internacionals
- Lliga de Campions de la UEFA de futbol sala:
  - 2003–04, 2005–06, 2008–09, 2016–17, 2017–18
- Campionat d'Europa de clubs de futbol sala:
  - 1990–91
- Recopa d'Europa:
  - 2007–08
- Copa Intercontinental:
  - 2005, 2006, 2007, 2008, 2011